# Actinopus osbournei
Actinopus osbournei (лат.) — вид мигаломорфных пауков из семейства Actinopodidae. Бразилия (Rio Grande do Sul: Uruguaiana). Назван в честь британского рок-музыканта Оззи Озборна, одного из основателей группы Black Sabbath и таких музыкальных стилей, как хард-рок и хеви-метал. Общая длина 6,83 мм; карапакс в длину 3,5 мм и в ширину 3,25 мм. Карапакс, хелицеры, стернум, бёдра, вертлуг, тазики, пателла и голени желтовато-коричневые, метатарзус и лапки желтовато-коричневые, светлее других частей. Брюшко серое с небольшими светлыми непигментированными пятнами на спинной поверхности. Хелицеры с 9 зубцами вдоль пролатерального ряда зубов. Самцы Actinopus osbournei отличаются от таковых A. dioi тем, что пальпные голени пальп темнее, чем другие части; более заметной PA (paraembolic apophysis); тегулум короче; выступы зазубренной области находятся ниже PAc (prolateral accessory keel); и более тонкий эмболус.